# Lijst van voetbalinterlands IJsland - Nederland (mannen)
Deze lijst van voetbalinterlands is een overzicht van alle officiële voetbalwedstrijden tussen de nationale teams van IJsland en Nederland. De landen hebben tot op heden dertien keer tegen elkaar gespeeld. Dat waren altijd kwalificatiewedstrijden voor een groot eindtoernooi. De eerste wedstrijd, een kwalificatiewedstrijd voor het Wereldkampioenschap voetbal 1974, werd gespeeld op 22 augustus 1973 in Amsterdam. De laatste ontmoeting, een vriendschappelijke wedstrijd, vond plaats op 10 juni 2024 in Rotterdam.

## Wedstrijden
| №  | № Int NED | Plaats    | Datum             | Competitie           | Wedstrijd           | Uitslag |
| -- | --------- | --------- | ----------------- | -------------------- | ------------------- | ------- |
| 1  | 327       | Amsterdam | 22 augustus 1973  | WK 1974 kwalificatie | Nederland – IJsland | 5 – 0   |
| 2  | 328       | Deventer  | 29 augustus 1973  | WK 1974 kwalificatie | IJsland – Nederland | 1 – 8   |
| 3  | 357       | Reykjavik | 8 september 1976  | WK 1978 kwalificatie | IJsland – Nederland | 0 – 1   |
| 4  | 361       | Nijmegen  | 31 augustus 1977  | WK 1978 kwalificatie | Nederland – IJsland | 4 – 1   |
| 5  | 375       | Nijmegen  | 20 september 1978 | EK 1980 kwalificatie | Nederland – IJsland | 3 – 0   |
| 6  | 383       | Reykjavik | 5 september 1979  | EK 1980 kwalificatie | IJsland – Nederland | 0 – 4   |
| 7  | 407       | Reykjavik | 1 september 1982  | EK 1984 kwalificatie | IJsland – Nederland | 1 – 1   |
| 8  | 413       | Groningen | 7 september 1983  | EK 1984 kwalificatie | Nederland – IJsland | 3 – 0   |
| 9  | 674       | Rotterdam | 11 oktober 2008   | WK 2010 kwalificatie | Nederland – IJsland | 2 – 0   |
| 10 | 680       | Reykjavik | 6 juni 2009       | WK 2010 kwalificatie | IJsland − Nederland | 1 – 2   |
| 11 | 755       | Reykjavik | 13 oktober 2014   | EK 2016 kwalificatie | IJsland − Nederland | 2 − 0   |
| 12 | 762       | Amsterdam | 3 september 2015  | EK 2016 kwalificatie | Nederland − IJsland | 0 − 1   |
| 13 | 859       | Rotterdam | 10 juni 2024      | Vriendschappelijk    | Nederland − IJsland | 4 − 0   |

## Samenvatting
| Competitie        | Totaal gespeeld | Winst IJsland | Gelijk | Winst Nederland | Doelsaldo IJsland – Nederland |
| ----------------- | --------------- | ------------- | ------ | --------------- | ----------------------------- |
| WK-kwalificatie   | 6               | 0             | 0      | 6               | 3 − 22                        |
| EK-kwalificatie   | 6               | 2             | 1      | 3               | 4 − 11                        |
| Vriendschappelijk | 1               | 0             | 0      | 1               | 0 − 4                         |
| Totaal            | 13              | 2             | 1      | 10              | 7 − 37                        |

Wedstrijden bepaald door strafschoppen worden, in lijn met de FIFA, als een gelijkspel gerekend.

## Details

### Eerste ontmoeting
| WK 1974 kwalificatie (Amsterdam, Nederland, 22 augustus 1973):                                                                                            |              | |
| Nederland | 5 – 0        | IJsland |
| Willem van Hanegem 6' Johan Cruijff 8' Arie Haan 17' Willy Brokamp 29' Johan Cruijff 57'                                                                  | goals        | |
| František Fadrhonc | bondscoach   | Tony Knapp |
| Jan van Beveren Wim Suurbier Arie Haan Barry Hulshoff Ruud Krol 32' Willy Brokamp 60' Wim van Hanegem Johan Neeskens Johnny Rep Johan Cruijff Piet Keizer | opstellingen | Diðrik Ólafsson Ólafur Sigurvinsson Ástráður Gunnarsson Guðni Kjartansson Marteinn Geirsson Jóhannes Eðvaldsson Guðgeir Leifsson Ólafur Júlíusson 65' Hermann Gunnarsson Elmar Geirsson Einar Gunnarsson |
| Dick Schneider 32' Gerrie Mühren 60' | wissels      | 65' Matthías Hallgrímsson |
| Wim Suurbier 43' | gele kaarten | |

### Tweede ontmoeting
| WK 1974 kwalificatie (Deventer, Nederland, 29 augustus 1973): |              | |
| IJsland | 1 – 8        | Nederland |
| Elmar Geirsson 44' | goals        | 15' Willy Brokamp 21' Johan Cruijff 24' Johan Neeskens 28' Johan Cruijff 46' René van de Kerkhof 48' (pen.) Dick Schneider 71' Willem van Hanegem 75' Willy Brokamp |
| Tony Knapp | bondscoach   | František Fadrhonc |
| Diðrik Ólafsson Ólafur Sigurvinsson Ástráður Gunnarsson Einar Gunnarsson Guðni Kjartansson Marteinn Geirsson Jóhannes Eðvaldsson Guðgeir Leifsson Ólafur Júlíusson 46' Matthías Hallgrímsson 65' Elmar Geirsson | opstellingen | Piet Schrijvers Wim Suurbier Dick Schneider Barry Hulshoff Ruud Krol Arie Haan Johan Neeskens Wim van Hanegem René van de Kerkhof Johan Cruijff Willy Brokamp       |
| Örn Óskarsson 46' Hermann Gunnarsson 65' | wissels      | |

### Derde ontmoeting
| WK 1978 kwalificatie (Reykjavik, IJsland, 8 september 1976): |              | |
| IJsland | 0 – 1        | Nederland |
| | goals        | 42' Ruud Geels |
| Tony Knapp | bondscoach   | Jan Zwartkruis |
| Árni Stefánsson Ólafur Sigurvinsson Jón Pétursson Marteinn Geirsson Jóhannes Eðvaldsson Gísli Torfason Guðgeir Leifsson Ásgeir Sigurvinsson Ásgeir Elíasson Teitur Þórðarson Matthías Hallgrímsson | opstellingen | Jan Ruiter Adrie van Kraaij Wim Rijsbergen Ruud Krol Willy van de Kerkhof Arie Haan Wim Jansen Willy van der Kuijlen René van de Kerkhof 60' Ruud Geels Rob Rensenbrink |
| | wissels      | 60' Kees Kist |
| | gele kaarten | 85' Arie Haan |
| - Eerste en enige interland van doelman Jan Ruiter (Anderlecht) voor Nederland. |              | |

### Vierde ontmoeting
| WK 1978 kwalificatie (Nijmegen, Nederland, 31 augustus 1977): |              | |
| Nederland | 4 – 1        | IJsland |
| Willem van Hanegem 15' Ruud Geels 17' Johnny Rep 23' Ruud Geels 90'                                                                                                | goals        | 76' (pen.) Ásgeir Sigurvinsson |
| Ernst Happel | bondscoach   | Tony Knapp |
| Jan van Beveren Wim Suurbier Wim Rijsbergen 65' Ruud Krol Hugo Hovenkamp Wim Jansen Wim van Hanegem Willy van de Kerkhof René van de Kerkhof Johnny Rep Ruud Geels | opstellingen | Sigurður Dagsson Ólafur Sigurvinsson Janus Guðlaugsson Marteinn Geirsson Gísli Torfason Guðgeir Leifsson Hörður Hilmarsson Ásgeir Sigurvinsson Árni Sveinsson 72' Teitur Þórðarson 46' Ingi Albertsson |
| Johnny Dusbaba 65' | wissels      | 46' Ásgeir Elíasson 72' Matthías Hallgrímsson |
| | gele kaarten | ??' Hörður Hilmarsson |

### Vijfde ontmoeting
| EK 1980 kwalificatie (Nijmegen, Nederland, 20 september 1978): |       |         |
| Nederland                                                      | 3 – 0 | IJsland |
| Ruud Krol 31' Ernie Brandts 53' Rob Rensenbrink 63' (pen.)     | goals |         |

### Zesde ontmoeting
| EK 1980 kwalificatie (Reykjavík, IJsland, 5 september 1979): |       |                                                                              |
| IJsland                                                      | 0 – 4 | Nederland                                                                    |
|                                                              | goals | 48' John Metgod 71' Willy van de Kerkhof 73' Dick Nanninga 87' Dick Nanninga |
| - Debuut van Sigurlás Þorleifsson (Víkingur) voor IJsland.   |       |                                                                              |

### Zevende ontmoeting
| EK 1984 kwalificatie (Reykjavík, IJsland, 1 september 1982): |       |                     |
| IJsland                                                      | 1 – 1 | Nederland           |
| Atli Eðvaldsson 49'                                          | goals | 51' Dick Schoenaker |

### Achtste ontmoeting
| EK 1984 kwalificatie (Groningen, Nederland, 7 september 1983): |              | |
| Nederland | 3 – 0        | IJsland |
| Ronald Koeman 16' Ruud Gullit 18' Peter Houtman 21' | goals        | |
| Kees Rijvers | bondscoach   | Jóhannes Atlason |
| Piet Schrijvers Ben Wijnstekers Ruud Gullit Edo Ophof Peter Boeve Willy van de Kerkhof Ronald Koeman 46' Erwin Koeman 65' Gerald Vanenburg Peter Houtman Marco van Basten | opstellingen | Þorsteinn Bjarnason Viðar Halldórsson Sævar Jónsson Jóhannes Eðvaldsson Ómar Rafnsson Pétur Ormslev Atli Eðvaldsson Ásgeir Sigurvinsson Arnór Guðjohnsen 46' Lárus Guðmundsson 69' Pétur Pétursson |
| Michel Valke 46' Bud Brocken 65' | wissels      | 46' Ásgeir Elíasson 69' Sveinbjörn Hákonarson |
| - Debuut van Peter Houtman (Feyenoord), Marco van Basten (Ajax) en Bud Brocken (FC Groningen) voor Nederland.                                                             |              | |

### Negende ontmoeting
| WK 2010 kwalificatie (Rotterdam, Nederland, 11 oktober 2008): |       |         |
| Nederland                                                     | 2 – 0 | IJsland |
| Joris Mathijsen 15' Klaas-Jan Huntelaar 65'                   | goals |         |

### Tiende ontmoeting
| WK 2010 kwalificatie (Reykjavik, IJsland, 6 juni 2009): |              | |
| IJsland | 1 – 2        | Nederland |
| Kristján Örn Sigurðsson 88' | goals        | 9' Nigel de Jong 16' Mark van Bommel |
| Ólafur Johannessen | bondscoach   | Bert van Marwijk |
| Gunnleifur Gunnleifsson Birkir Sævarsson Bjarni Eiríksson 76' Kristján Örn Sigurðsson Indriði Sigurðsson Grétar Steinsson Hermann Hreiðarsson Stefán Gíslason 68' Eiður Guðjohnsen Pálmi Pálmason Helgi Daníelsson 46' | opstellingen | Maarten Stekelenburg John Heitinga André Ooijer Joris Mathijsen Giovanni van Bronckhorst Robin van Persie 80' Nigel de Jong 76' Rafael van der Vaart Mark van Bommel Arjen Robben 67' Dirk Kuijt |
| Brynjar Gunnarsson 46' Aron Gunnarsson 68' Arnór Smárason 76' | wissels      | 67' Klaas-Jan Huntelaar 76' Ryan Babel 80' David Mendes da Silva |
| Stefán Gíslason 7' Indriði Sigurðsson 54' Brynjar Gunnarsson 85' Hermann Hreiðarsson 90+1' | gele kaarten | 49' Nigel de Jong |

### Elfde ontmoeting
| EK 2016 kwalificatie (scheidsrechter Carlos Velasco, Reykjavík, 13 oktober 2014): |              | |
| IJsland | 2 – 0        | Nederland |
| Gylfi Sigurðsson 10' (pen.) Gylfi Sigurðsson 42' | goals        | |
| Lars Lagerbäck Heimir Hallgrímsson | bondscoach   | Guus Hiddink |
| Hannes Halldórsson Ragnar Sigurðsson Ari Skúlason 46' Birkir Bjarnason Kári Árnason Emil Hallfreðsson Aron Gunnarsson Teddy Bjarnason Gylfi Sigurðsson Kolbeinn Sigþórsson Jón Böðvarsson 89' | opstellingen | Jasper Cillessen Gregory van der Wiel Stefan de Vrij Bruno Martins Indi Daley Blind 78' Ibrahim Afellay Nigel de Jong 46' Wesley Sneijder 68' Jeremain Lens Robin van Persie Arjen Robben |
| Birkir Sævarsson 46' Rúrik Gíslason 89' | wissels      | 46' Klaas-Jan Huntelaar 68' Quincy Promes 78' Leroy Fer |
| | gele kaarten | 83' Nigel de Jong |

### Twaalfde ontmoeting
| EK 2016 kwalificatie (scheidsrechter Milorad Mažić, Amsterdam, 3 september 2015): |              | |
| Nederland | 0 – 1        | IJsland |
| | goals        | 51' (pen.) Gylfi Sigurðsson |
| Danny Blind | bondscoach   | Lars Lagerbäck Heimir Hallgrímsson |
| Jasper Cillessen Gregory van der Wiel Stefan de Vrij Bruno Martins Indi Arjen Robben 31' Wesley Sneijder Georginio Wijnaldum 80' Davy Klaassen Klaas-Jan Huntelaar 41' Memphis Depay Daley Blind | opstellingen | Hannes Halldórsson Ragnar Sigurðsson Birkir Sævarsson Birkir Bjarnason Ari Skúlason Kári Árnason 87' Aron Gunnarsson Jóhann Guðmundsson Gylfi Sigurðsson 64' Kolbeinn Sigþórsson 78' Jón Böðvarsson |
| Luciano Narsingh 31' Jeffrey Bruma 41' Quincy Promes 80' | wissels      | 64' Eiður Guðjohnsen 78' Alfreð Finnbogason 87' Ólafur Skúlason |
| Gregory van der Wiel 50' Wesley Sneijder 90+3' | gele kaarten | 33' Kolbeinn Sigþórsson 58' Kári Árnason 80' Birkir Sævarsson |
| Bruno Martins Indi 33' | rode kaarten | |
| - Eerste duel van Nederland onder leiding van bondscoach Danny Blind. |              | |

KSÍ · A-internationals · Bondscoaches · Statistieken · IJslands vrouwenelftal · Olympisch elftal · IJsland U21 · IJsland U20 · IJsland U19 · IJsland U18 · IJsland U17 · IJsland U16 · Vrouwen U17
1946 – 1949 · 1950 – 1959 · 1960 – 1969 · 1970 – 1979 · 1980 – 1989 · 1990 – 1999 · 2000 – 2009 · 2010 – 2019 · 2020 − 2029
EK 2016
WK 2018
1946 · 1947 · 1948 · 1949 · 1950 · 1951 · 1952 · 1953 · 1954 · 1955 · 1956 · 1957 · 1958 · 1959 · 1960 · 1961 · 1962 · 1963 · 1964 · 1965 · 1966 · 1967 · 1968 · 1969 · 1970 · 1971 · 1972 · 1973 · 1974 · 1975 · 1976 · 1977 · 1978 · 1979 · 1980 · 1981 · 1982 · 1983 · 1984 · 1985 · 1986 · 1987 · 1988 · 1989 · 1990 · 1991 · 1992 · 1993 · 1994 · 1995 · 1996 · 1997 · 1998 · 1999 · 2000 · 2001 · 2002 · 2003 · 2004 · 2005 · 2006 · 2007 · 2008 · 2009 · 2010 · 2011 · 2012 · 2013 · 2014 · 2015 · 2016 · 2017 · 2018 · 2019 · 2020 · 2021 · 2022 · 2023 · 2024
Albanië ·
Andorra ·
Argentinië ·
Armenië ·
Azerbeidzjan ·
Bahrein ·
België ·
Bermuda ·
Bolivia ·
Bosnië en Herzegovina ·
Brazilië ·
Bulgarije ·
Canada ·
Chili ·
China ·
Cyprus ·
Denemarken ·
DDR ·
Duitsland ·
El Salvador ·
Engeland ·
Estland ·
Faeröer ·
Finland ·
Frankrijk ·
Georgië ·
Ghana ·
Griekenland ·
Guatemala ·
Honduras ·
Hongarije ·
Ierland ·
India ·
Iran ·
Israël ·
Italië ·
Japan ·
Kazachstan ·
Koeweit ·
Kosovo ·
Kroatië ·
Letland ·
Liechtenstein ·
Litouwen ·
Luxemburg ·
Malta ·
Mexico ·
Moldavië ·
Montenegro ·
Nederland ·
Nigeria ·
Noord-Ierland ·
Noord-Macedonië ·
Noorwegen ·
Oeganda ·
Oekraïne ·
Oostenrijk ·
Peru · 
Polen ·
Portugal ·
Qatar ·
Roemenië ·
Rusland ·
San Marino ·
Saoedi-Arabië ·
Schotland ·
Slovenië ·
Slowakije ·
Sovjet-Unie ·
Spanje ·
Trinidad en Tobago ·
Tsjechië ·
Tsjecho-Slowakije ·
Tunesië ·
Turkije ·
Venezuela ·
Verenigde Arabische Emiraten ·
Verenigde Staten ·
Wales ·
Wit-Rusland ·
Zuid-Afrika ·
Zuid-Korea ·
Zweden ·
Zwitserland
Argentinië (2018) ·
Engeland (2016) · 
Hongarije (2016) ·
Kroatië (2018) ·
Nigeria (2018) · 
Portugal (2016)
KNVB ·
A-internationals ·
Bondscoaches (m) ·
Topscorers ·
Nederlands vrouwenelftal ·
Bondscoaches (v) ·
Nederland B ·
Olympisch elftal ·
Jong Oranje ·
Nederland –20 ·
Nederland –19 ·
Nederland –18 ·
Nederland –17 ·
Nederland –16 ·
Nederland –15 ·
Nederlands amateurelftal ·
Nederlands zaterdagelftal ·
Jong OranjeLeeuwinnen ·
Vrouwen –20 ·
Vrouwen –19 ·
Vrouwen –18 ·
Vrouwen –17 ·
Vrouwen –16 ·
Vrouwen –15 ·
Militair mannenelftal ·
Militair vrouwenelftal ·
Strandteam ·
Vrouwen Strandteam ·
Futsalteam ·
Vrouwen Futsalteam

EK-wedstrijden ·
WK-wedstrijden ·
Resultaten kwalificaties en eindronden ·
Nederland B-wedstrijden ·
Officieuze wedstrijden ·
EK-wedstrijden vrouwen ·
WK-wedstrijden vrouwen ·
Resultaten vrouwen kwalificaties en eindronden
1905 – 1919 ·
1920 – 1929 ·
1930 – 1939 ·
1940 – 1949 ·
1950 – 1959 ·
1960 – 1969 ·
1970 – 1979 ·
1980 – 1989 ·
1990 – 1999 ·
2000 – 2009 ·
2010 – 2019 ·
2020 – 2029
2015 ·
2016 ·
2017 ·
2018 ·
2019 ·
2020 ·
2021 · 
2022
EK's: 1976 · 
1980 · 
1988 · 
1992 · 
1996 · 
2000 · 
2004 · 
2008 · 
2012 · 
2020 · 
2024
WK's: 1934 · 
1938 · 
1974 · 
1978 · 
1990 · 
1994 · 
1998 · 
2006 · 
2010 · 
2014 · 
2022
OS: 1908 ·
1912 ·
1920 ·
1924 ·
1928 ·
1948 ·
1952 ·
2008
Albanië ·
Andorra ·
Argentinië ·
Armenië ·
Australië ·
België ·
Bosnië en Herzegovina ·
Brazilië ·
Bulgarije ·
Canada ·
Chili ·
China ·
Colombia ·
Costa Rica ·
Curaçao ·
Cyprus ·
DDR ·
Denemarken ·
Duitsland ·
Ecuador ·
Egypte ·
Engeland ·
Estland ·
Faeröer ·
Finland ·
Frankrijk ·
GOS · 
Georgië ·
Ghana ·
Gibraltar ·
Griekenland ·
Hongarije ·
Ierland ·
IJsland ·
Indonesië ·
Iran ·
Israël ·
Italië ·
Ivoorkust ·
Japan ·
Joegoslavië ·
Kameroen ·
Kazachstan ·
Kroatië ·
Letland ·
Liechtenstein ·
Luxemburg ·
Malta ·
Marokko ·
Mexico ·
Moldavië ·
Montenegro ·
Nederlandse Antillen ·
Nigeria ·
Noord-Ierland ·
Noord-Macedonië ·
Noorwegen ·
Oekraïne ·
Oostenrijk ·
Paraguay ·
Peru ·
Polen ·
Portugal ·
Qatar ·
Roemenië ·
Rusland ·
Saarland ·
San Marino ·
Saoedi-Arabië ·
Schotland ·
Senegal ·
Servië en Montenegro ·
Slovenië ·
Slowakije ·
Sovjet-Unie ·
Spanje ·
Suriname ·
Thailand ·
Tsjechië ·
Tsjecho-Slowakije ·
Tunesië ·
Turkije ·
Uruguay ·
Verenigd Koninkrijk ·
Verenigde Staten ·
Wales ·
Wit-Rusland ·
Zuid-Afrika ·
Zuid-Korea ·
Zweden ·
Zwitserland
Argentinië (1978) ·
Argentinië (2006) ·
Argentinië (2014) ·
Argentinië (2022) ·
Australië (2014) ·
Brazilië (2014) ·
Chili (2014) · 
Costa Rica (2014) ·
Denemarken (2010) ·
Denemarken (2012) ·
Duitsland (2012) · 
Ecuador (2022) · 
Frankrijk (2008) ·
Italië (2008) ·
Ivoorkust (2006) ·
Japan (2010) ·
Kameroen (2010) ·
Mexico (2014) · 
Noord-Macedonië (2021) · 
Oekraïne (2021) · 
Oostenrijk (2021) · 
Portugal (2006) ·
Portugal (2012) ·
Portugal (2019) ·
Qatar (2022) ·
Roemenië (2008) ·
Rusland (2008) ·
San Marino (2011) ·
Senegal (2022) ·
Servië en Montenegro (2006) ·
Sovjet-Unie (1988) ·
Spanje (2010) ·
Spanje (2014) ·
Tsjechië (2021) · 
Uruguay (2010) ·
Verenigde Staten (2022) · 
West-Duitsland (1974)